# Klockarbäcken

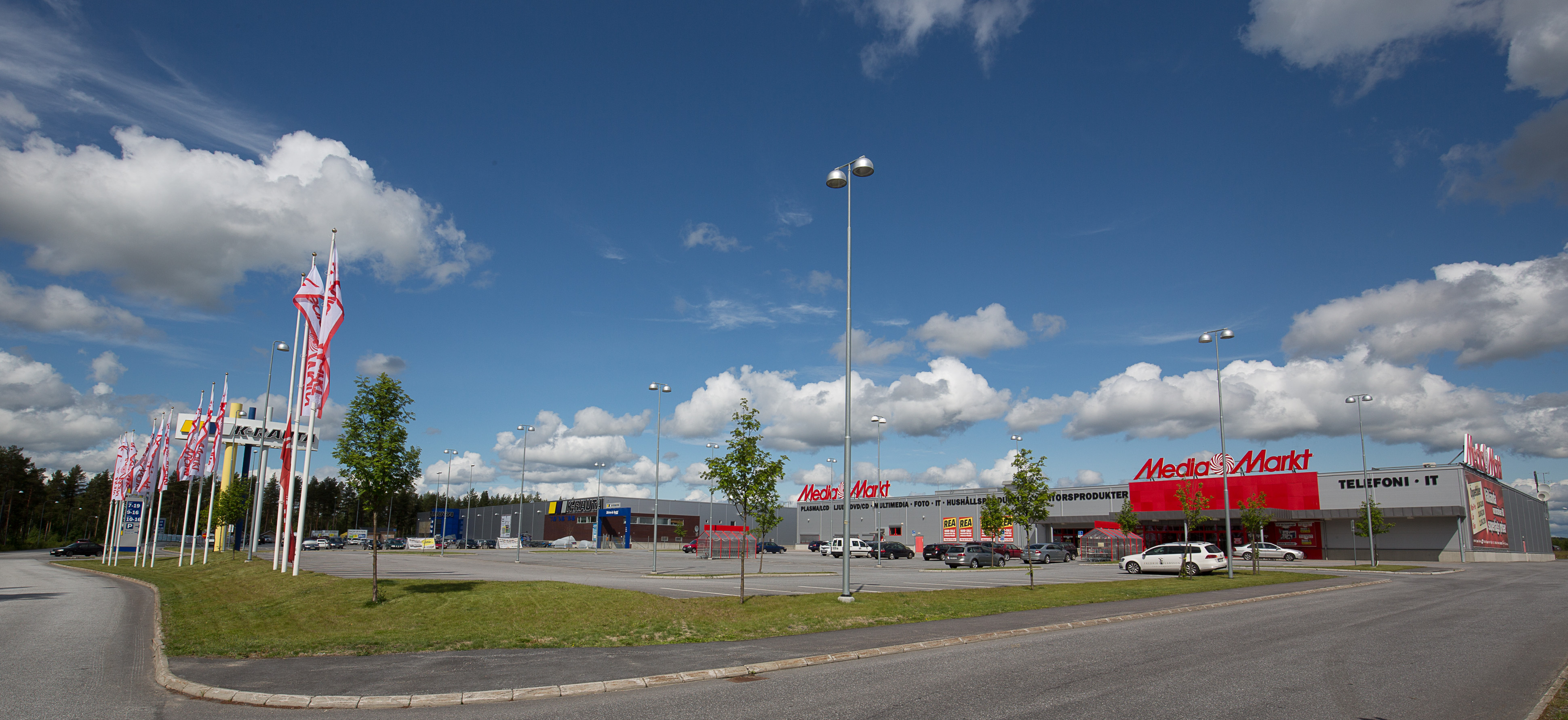
Elektronikvaruhuset MediaMarkt på Klockarbäcken.

Klockarbäcken är ett industriområde och affärsområde norr om Umedalen i Umeå, ungefär 5 kilometer från Umeå centrum. Två större affärer på området är K-Rauta och Media Markt. Området har fått sitt namn av vattendraget Klockarbäcken, ett biflöde till Tvärån.